# L'Idiot-roi
Pour les articles homonymes, voir Idiot.
L'Idiot-roi (titre original : Symbiote's Crown) est le premier roman de l'écrivain Scott Baker (1947-...), qui a aussi écrit plusieurs nouvelles en français.

## Publications
Le roman a été publié aux États-Unis en 1978, sous le titre original Symbiote's Crown.
L'ouvrage est paru en France en 1981, avec une traduction de Jacques Chambon et une illustration de Boris Vallejo, aux éditions J'ai lu, no 1221  (ISBN 2-277-21221-0). 

## Résumé
Le jeune Amber est un enfant exclu, presque un paria. Physiquement rachitique, retardé sur le plan mental, il souffre du mépris des autres.
Il n'a qu'un seul refuge, une sorte de confrérie religieuse où l'hypnose du Latihan le rapproche de Dieu…
Plus tard, Amber aspirera à une autre vie. Il souhaite partir sur la planète Deirdre, à peine colonisée.
À lui de faire ses preuves… Nul doute que la technologie du « transfert dimensionnel » lui permettra de combler ses manques.

## Sources
- Scott Baker, «  L'Idiot-roi » (1978) sur le site NooSFere